# Schizopepon monoicus
Schizopepon monoicus är en gurkväxtart som beskrevs av An Min g Lu och Zhi Y. Zhang. Schizopepon monoicus ingår i släktet Schizopepon och familjen gurkväxter. Inga underarter finns listade i Catalogue of Life.